# Verspreiding van het theravada
De geschiedenis van het theravadaboeddhisme buiten India begint in het jaar 250 voor Christus met de missies die door keizer Asoka naar verscheidene landen gestuurd werden. Deze missies bestonden uit groepen monniken van de theravada traditie en werden gestuurd naar:
- Griekse staten in Centraal-Azië (zoals Bactrië)[bron?]
- Verschillende landen in het Middellandse Zeegebied
- Het huidige Zuid-India, Nepal, Myanmar, Thailand en Sri Lanka.

In de verdere geschiedenis van het theravada zijn vooral de missies naar Zuid-India, Sri Lanka, Myanmar en Thailand van groot belang. De reden hiervoor is dat het Theravada zich in deze gebieden min of meer continu gehandhaafd heeft. Er vond in de loop van de geschiedenis vaak wederzijdse versterking en uitwisseling van de lokale theravada tradities tussen deze landen plaats. In de 12e eeuw had het theravada van Sri Lanka veel invloed in Myanmar, Thailand, Cambodja en Laos. Het boeddhisme in Sri Lanka is echter ook daarna nog meerdere malen ondersteund en versterkt door de overige Theravada landen. In de moderne tijd (vanaf circa 1850) is het theravada vooral vanuit Sri Lanka, Myanmar en Thailand bekend geworden in de rest van de wereld.

## Sri Lanka
Het theravada kwam naar Sri Lanka als gevolg van de missie die door koning Asoka naar Sri Lanka gestuurd was. De leider van deze missie was zijn eigen zoon Mahinda, die monnik was en bekendstond als een arahant, een volledig verlicht persoon. Kort na aankomst van Mahinda in Sri Lanka werd koning Devanampiya Tissa van Sri Lanka een volgeling van het boeddhisme, waarna de rest van het land geleidelijk volgde. Zeven jaar na aankomst van Mahinda (243 v.Chr.) arriveerde ook zijn zus, de boeddhistische non Sanghamitta, in Sri Lanka. Zo was ook de gemeenschap van boeddhistische nonnen in Sri Lanka aanwezig. Sanghamitta nam een tak van de originele Bodhi-boom uit Bodhgaya mee naar Sri Lanka, en deze werd geplant in de Sri Lankaanse hoofdstad Anuradhapura. Mahinda richtte verder het klooster de Mahāvihāra op, wat in de geschiedenis van Sri Lanka het belangrijkste Theravada-klooster was.
De vierde raadsvergadering van het theravada vond plaats in Sri Lanka in 100 v. Christus. Deze vierde raadsvergadering was bijeengeroepen door koning Vattagamani. Een van de doelen was het reciteren en opschrijven van de gehele Pali-canon in een vergadering van 500 monniken, zodat de tot dan toe mondeling overgedragen teksten ook in tijden van tegenspoed bewaard zouden blijven. Deze vergadering, inclusief het te schrift stellen van de teksten, nam drie jaar in beslag.
In de loop der eeuwen kwamen ook andere scholen dan het theravada naar Sri Lanka. Dit waren zowel de andere vroege boeddhistische scholen als het Mahayana en het Vajrayana. Vaak kwamen deze scholen naar Sri Lanka met als doel Sri Lanka te bekeren naar hun eigen school. Het theravada keurde de leer van deze scholen echter af en had veelal een sterke ondersteuner in de persoon van de koning of andere leden van het koninklijk hof. Wanneer de conflicten te hoog opliepen ondersteunden deze het theravada.
In de vijfde eeuw na Christus verzamelde de monnik Boeddhaghosa de verschillende Singhalese commentariële geschriften en vertaalde deze naar het Pali. Op deze manier werd het Sinhalese commentaar dat in de voorgaande eeuwen geschreven was beschikbaar voor de theravadagemeenschap in latere eeuwen en andere landen. Dit markeert verder ook het begin van de groei in de commentariële post-canonische Pali literatuur. Boeddhaghosa stelde ook een invloedrijk (en controversieel) meditatiehandboek samen genaamd  (Pali: Het pad der purificatie).
Vanaf de vijfde eeuw na Christus tot het jaar 1050 was de situatie in Sri Lanka niet gunstig voor het boeddhisme. Door politieke conflicten binnen Sri Lanka viel het leger van de Pandyas en later de Cholas verschillende keren vanuit India Sri Lanka binnen. In het jaar 1017 werd Sri Lanka ten slotte veroverd door het Zuid-Indiase Chola-rijk en viel het ten prooi aan de soldaten van de Cholas. In de periode tot 1070 werd de hoofdstad Anuradhapura compleet vernietigd. Vele kloosters in Sri Lanka werden in brand gestoken. In 1070 was er geen enkele monnik of non meer over in heel Sri Lanka.
Sri Lanka verkreeg in het jaar 1070 weer onafhankelijkheid onder leiding van koning Vajayabahu. Die haalde theravada monniken uit Pagan in Myanmar naar Sri Lanka om de Sri Lankaanse gemeenschap van monniken (bhikkhus) weer op te starten. De gemeenschap van theravada nonnen (bhikkhunis) is toen niet meer opnieuw geïntroduceerd in Sri Lanka en is omstreeks het jaar 1300 ook verdwenen uit Myanmar, het laatste land waar er nog bhikkhunis aanwezig waren.

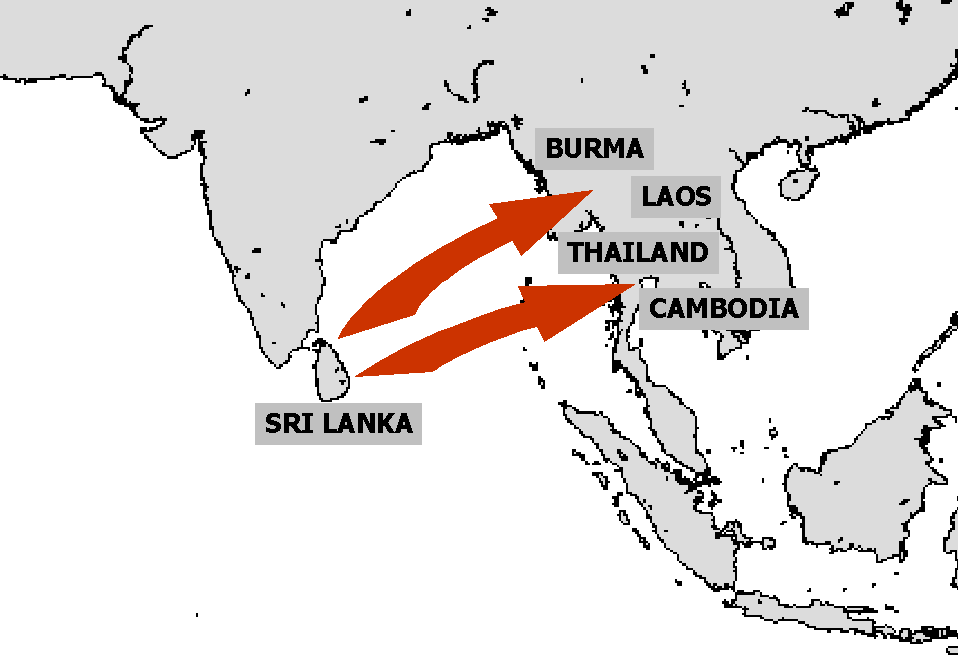
Verspreiding van het Sri Lankaanse theravada (vanaf 12e eeuw na Chr.)

In 1153 werd 'Parakramabahu de Grote' koning van Sri Lanka. Hij was een groot supporter van het boeddhisme en onder zijn patronage werd een zevende boeddhistische raadsvergadering georganiseerd onder leiding van de monnik Kassapa. Het theravada won hierdoor veel aan kracht in Sri Lanka en dit werd bekend in de overige theravadalanden, zoals Myanmar, Thailand, Laos en Cambodja, die alle in Sri Lanka opgeleide monniken in hun land verwelkomden.
In 1236 heeft Sri Lanka ook nog theravadamonniken uit Kanchipuram in India gehaald om de orde te revitaliseren.
In het jaar 1753 was Sri Lanka weer zonder monniken en riep het de hulp in van de sangha in Thailand om weer theravada monniken in Sri Lanka te krijgen. Dit resulteerde in de huidige Siam-nikaya (Pali: linie of groepering uit Siam, de oude naam voor Thailand). Omdat de Siam-nikaya erg restrictief was in het opnemen van nieuwe monniken, zijn er later nog twee andere nikayas (Pali: linies of groepen) vanuit Myanmar geïntroduceerd in Sri Lanka, waardoor er momenteel drie nikayas in Sri Lanka zijn. De twee andere nikayas heten respectievelijk de Thudhamma Nikaya en de Arañña Nikaya
Het theravada boeddhisme in Sri Lanka heeft ook te lijden gehad onder de koloniale heerschappij van achtereenvolgens Portugal, Nederland en Engeland. De excentrieke Amerikaanse kolonel Henry Olcott van de Theosofische Sociëteit startte vanaf circa 1880 een beweging in Sri Lanka met als doel de bevolking van Sri Lanka zich bewust te maken van de essentiële waarde van hun eigen cultuur en religie. Dit leidde er onder andere toe dat het theravada in Sri Lanka een actievere rol in de maatschappij ging spelen. Ook hielp kolonel Henry Olcott het Theravada om op diverse manieren een passend antwoord te geven op de missionaire activiteiten van de christenen in Sri Lanka, onder andere door het starten van scholen waar kinderen het boeddhisme onderwezen werd.
Sinds 1903 zijn er ook buitenlandse boeddhistische monniken aanwezig in Sri Lanka. Het eerste klooster voor buitenlanders werd in het begin van de twintigste eeuw opgericht en was genaamd 'The Island Hermitage', wat ook heden ten dage nog bestaat en waar nog steeds buitenlandse monniken leven. Het was in 1911 opgericht door de beroemde Duitse eerwaarde monnik Nyanatiloka Bhikkhu. Het aantal buitenlandse monniken in Sri Lanka groeit nog steeds gestaag.
Een snel groeiende stroming in Sri Lanka bestaat uit de bos-kloosters, waar meditatie een belangrijke plaats inneemt en waar veelal meditatietechnieken uit Myanmar gebruikt worden.

## Thailand
Het theravadaboeddhisme kwam waarschijnlijk naar Thailand als gevolg van de missies van koning Asoka. De Phra Pathom Chedi in Thailand is gebouwd in de 3e eeuw voor Christus, wat overeenkomt met de missies die door koning Asoka naar verschillende werelddelen gestuurd zijn.
Met de groei van het mahayanaboeddhisme in Cambodja en het Sri Vijaya-koninkrijk verkreeg het mahayana geleidelijk een grotere invloed in Thailand, naast het theravada. Met de toenemende macht en invloed van het Mahayanakoninkrijk van de Khmers in Cambodja werd het mahayana de dominante linie in Thailand. Het theravada was echter nog steeds aanwezig als kleinere stroming. De regio's in het zuiden en het noordoosten van Thailand hadden de sterkste Mahayana aanwezigheid. In het noorden en centraal Thailand was het mahayana dominant, maar was het aandeel van theravada ook substantieel.
In 1057 breidde koning Anawratha (ook wel Anuruddha) van Pagan (Myanmar) zijn rijk uit tot in Noord-Thailand. Daar koning Anuruddha het theravada aanhing, groeide de invloed van deze Birmese variant van het theravada in Noord-Thailand. Toen vervolgens de Thais in steeds grotere mate uit China Thailand binnentrokken en in 1257 het eerste 'Thaise' koninkrijk Sukhothai stichtten in het noorden van het huidige Thailand, ondersteunde deze het reeds bestaande theravada. De Thais waren overigens mogelijk vóór hun emigratie uit China ook al  boeddhisten (theravada of mahayana).
In 1257 gingen Thaise monniken naar Sri Lanka omdat daar het theravada versterkt was door een recente raadsvergadering en dit in de andere theravada landen bekend werd. Toen deze monniken terugkwamen werd de linie en geschriften die zij mee terug naar Thailand namen de dominante vorm van het theravadaboeddhisme in geheel Thailand. Het mahayana verdween uit Thailand nadat Thailand als natie sterker dan het Khmer-rijk werd en omdat ook in het Khmer-rijk kort voor haar ondergang het theravada boeddhisme populairder werd. Sindsdien is de aanwezigheid van het theravada in Thailand continu geweest, en zijn andere religies en vormen van het boeddhisme in slechts mindere mate aanwezig in Thailand.
In de 19e eeuw ontstond er een tweede linie (nikaya) in Thailand, opgericht door een prins die later koning werd. Deze linie noemde zich de Dhammayoetika Nikaya en zette zich af tegen het geheel van de andere linies in Thailand, later de Mahanikaya genoemd. Tegenwoordig is er geen noemenswaardig verschil meer tussen deze twee ordes, behalve dan dat soms individuele monniken van de andere orde niet mee mogen doen in sommige ceremonieën van de andere orde. De Dhammayoetika Nikaya is veel kleiner dan de Mahanikaya, maar heeft betere connecties met het koningshuis, de regering en de hoge ambtenaren.
Van 1900 tot 1920 heeft de regering van Thailand, onder invloed van de Dhammayoetika nikaya, geprobeerd de orde van monniken meer uniform te maken, en haar standaard van dhamma (leer) en vinaya (discipline) te verhogen. Een van de redenen hiervoor was het boeddhisme in Thailand meer rationeel en minder mystiek te maken, zodat het theravada meer door de westerse landen geapprecieerd zou worden.
Sinds ongeveer 1920 is de Thaise Bostraditie in opmars gekomen en heeft een groeiende bekendheid en een goede reputatie verkregen. Oorspronkelijk bestond zij voornamelijk uit de Dhammayoetika nikaya, maar later ontstonden er ook verschillende bostradities in de Mahanikaya. De voornaamste bosmonniken waren de eerwaardes Ajahn Mun en zijn vriend Ajahn Sao. Zij leefden een min of meer zwervend bestaan in het tropische regenwoud in Thailand, en kregen geleidelijk aan grote bekendheid als gerealiseerde meesters. Hun studenten werden de meer recente meesters in de Thaise Bostraditie. De meest beroemde en invloedrijke latere meesters in de Thaise Bostraditie zijn de eerwaardes Ajahn Lee (†1961), Ajahn Thate (†1994), Ajahn Chah (†1993), Ajahn Mahaboowa en Ajahn Plien. Ajahn Buddhadasa (†1993) was ook een zeer invloedrijke bos-monnik maar was enigszins apart van de andere bos-monniken, omdat hij geen student van Ajahn Mun was en veel nadruk legde op studie van de geschriften, wat de overige bos-monniken niet deden. In 1973 werd het klooster Wat Pah Nanachat (Thai: het internationale bosklooster) door Ajahn Chah en de Amerikaanse monnik Ajahn Sumedho gevestigd, met het doel de traditionele training en levenswijze van bosmonniken in Thailand ook aan westerlingen beschikbaar te stellen. Vanuit Wat Pah Nanachat zijn intussen meer dan vijftien kloosters in het westen geopend.
Thailand is het enige theravada land dat nooit gekoloniseerd is geweest. Het theravada is mede hierdoor sterker in Thailand dan in Sri Lanka en Myanmar.

## Myanmar
Volgens traditie in Myanmar vond het eerste contact met het boeddhisme in Birma plaats tijdens het leven van de Boeddha zelf, met de komst van de eerwaarde monnik Punna naar Myanmar, wat in die tijd de naam Sunaparanta had (Punnovada Sutta, Majjhima Nikaya - sutta nummer 145). De traditie is dat de monnik Punna ook de Boeddha uitnodigde te komen en dat de Boeddha zeven weken lang in Myanmar verbleven heeft.
In 250 voor Christus heeft koning Asoka waarschijnlijk ook een groep monniken gestuurd naar Myanmar om het Theravada-boeddhisme te verspreiden.
In de derde eeuw na Christus ging er waarschijnlijk een missie vanuit Zuid-India (de stad Kanchipuram) naar Myanmar. Deze missie vond dat het theravada er reeds gepraktiseerd werd, maar dat sommige gebruiken anders waren dat in Zuid-India.
Van de vijfde tot de 11e eeuw na Christus bestaan er lokale geschriften die aantonen dat er in de periode een continue aanwezigheid van het Theravada was in het zuiden van Myanmar, in de Mon- en de Pyu-koninkrijken.
In de 11e eeuw werd het theravada ook formeel geaccepteerd door koning Anawratha van Pagan, een groot rijk in het noorden van Myanmar. Hij deed dit nadat hij een Theravada-monnik ontmoet had, Shin Arahan genaamd, voor wie hij een groot respect kreeg. Koning Anawratha was voor zijn acceptatie van het theravada een aanhanger van het mahayana, en ook na zijn formele acceptatie van het theravada bleef hij bepaalde mahayanagebruiken volgen, waaronder het maken van mahayana-boeddhabeelden. Over het algemeen werd het mahayana echter ontmoedigd door de theravadabeweging in Pagan. In deze periode stond het theravada in het zuiden van Myanmar (net als in Sri Lanka) onder groeiende druk van rovers, vandalen en religieuze tegenstanders (waarschijnlijk hindoes) uit India.
Koning Anawratha wilde graag over de geschriften van het theravada beschikken en hij zocht contact met onder andere China, Cambodja (Khmer) en de Mon- en Pyu-rijken in het zuiden van Myanmar. Geen van deze staten was echter bereid de theravada-geschriften aan hem beschikbaar te stellen, waarna hij besloot de Pyu- en Mon-koninkrijken te veroveren om zo de geschriften van het theravada in bezit te krijgen. Sommige academici denken dat het doel van zijn verovering van Pyu ook was om de positie van het theravada te beschermen tegen de dreiging vanuit India en de Khmer. Na zijn verovering nam Anawratha de Boeddhistische Geschriften (Tipitaka) mee naar Bagan, alsmede vele theravada monniken, kunstenaars en geleerden. Zo integreerde het Theravada en de Moncultuur in de heersende cultuur van Bagan. In de volgende eeuwen werden er duizenden tempels gebouwd in Pagan, waarvan er nog vele in relatief goede staat verkeren.
De opvolger van koning Anawratha, koning Kyangzita genaamd, stuurde rond het jaar 1100 monniken naar Sri Lanka toe om de Tipitaka van Myanmar te valideren, door vergelijking met die van Sri Lanka. In 1271 viel een Mongools leger Myanmar binnen en versloeg het leger van Pagan, waarna de stad Pagan verlaten werd en vervolgens door de Mongolen geplunderd.
Hierna namen de Shan (een volk gerelateerd aan de Thais) de macht over in het noorden van Myanmar. Hoewel zij een minder geciviliseerde cultuur hadden, respecteerden zij de gewoontes van de vroegere regeerders en het Theravada behield haar plaats als voornaamste religie in Myanmar. In het zuiden werden de Mon weer onafhankelijk en bleven ook trouw aan het theravada.
In 1476 zond koning Dhammazedi 22 ervaren monniken en 22 jonge monniken naar Sri Lanka om daar opnieuw de ordinantie ceremonie voor monniken te ondergaan in de linie van Sri Lanka. Hij deed dit omdat hij dacht dat de bestaande linie ongeldig geworden was, en dat de linie in Sri Lanka puur was. Koning Dhammazedi liet daarna alle monniken in Myanmar weten dat er een pure linie uit Sri Lanka gearriveerd was en dat wie opnieuw de ordinantie ceremonie wilde ondergaan dit nu kon doen. Meer dan 15;000 monniken deden dit vervolgens. Dit was de basis van de Arañña Nikaya, die later met de uit Myanmar vluchtende Mons naar Thailand ging en vanuit daar in de 19e eeuw in Sri Lanka geïntroduceerd werd. In Myanmar zelf ging de Arañña Nikaya op in de latere Thudhamma Nikaya en verdween zo als een aparte linie.
In 1570 werd Myanmar weer één staat toen het Myanmarkoninkrijk zowel de staat van de Chan (waar de toenmalige koning zich tegen het theravada had gekeerd) en de Mon veroverde. De toenmalige koning van Myanmar (Bayinnaung) had veel vertrouwen in de theravada-monniken van de Mon.
In de 17e eeuw werd de hoofdstad Pago geplunderd door een Portugese avonturier, die veel kloosters plunderde en in brand stak. In deze eeuw begon het theravada in Myanmar zich te richten op de studie van abhidhamma, het filosofisch commentaar op de leer van de Boeddha. Dit ging samen met de vertaling van veel werken van de abhidhamma in de lokale taal, zodat de leer van de abhidhamma meer toegankelijk werd. In deze periode was er ook een koning die de Patthana, een boek van de abhidhamma, verplicht studiemateriaal maakte voor alle monniken in zijn koninkrijk. De gevolgen hiervan op het theravada in Myanmar zijn tot op vandaag merkbaar, daar in Myanmar nog steeds veel belang wordt gehecht aan de abhidhamma.
De achttiende eeuw werd gekarakteriseerd door de oorlogen en conflicten tussen Myanmar en Thailand. Myanmar stuurde tijdens deze conflicten spionnen verkleed als monnik naar Thailand, dat daarop alle Thaise monniken verplichtte hun wenkbrauwen af te scheren. Het doel hiervan was om de identificatie van als spion opererende pseudo-monniken makkelijker te maken. Deze spionnen waren namelijk de enige mensen in Myanmar die geen normale wenkbrauwen hadden.
Gedurende de achttiende eeuw was er een grote controversie over hoe een monnik zijn gewaad zou moeten dragen als hij zich buiten het klooster bevindt. Eén groep monniken vond dat slechts de linkerschouder bedekt moest zijn. De andere groep vond dat beide schouders bedekt zouden moeten zijn. De controversie duurde honderd jaar en liep soms hoog op. Uiteindelijk greep de koning in en verkondigde de orthodoxe positie dat beide schouders bedekt moesten zijn wanneer een monnik zich buiten een klooster bevond.
Als gevolg van dit conflict creëerde koning Bodawpaya de functie van maha-sangharaja en sangharaja (pali: koning van de Sangha). In deze functies worden de monniken benoemd die verantwoordelijk zijn voor de eenheid en puurheid van de leer en de discipline in Mayanmar. Voorheen werd dit op een meer losse basis geregeld, waarbij de ultieme autoriteit bij geen enkele individuele monnik lag maar bij het geheel der monniken. Het advies van bepaalde monniken werd daarbij vaak gerespecteerd omdat deze monniken ervaring, kennis en wijsheid bezitten. De instelling van de functie en titel van maha-sangharaja (grote sangharaja) en de acht 'gewone' sangharajas maakte een eind aan deze traditie die door de Boeddha zelf ingesteld is. Deze linie met de sangharajas werd later de Thudhamma Nikaya genoemd. De instelling van sangharajas zorgde voor stabiliteit binnen de Sangha en een groei in de studie van het boeddhisme. Het Theravada begon aan een periode van bloei in Myanmar.
In Sri Lanka waren er ondertussen mensen die ontevreden waren met de aanwezige Siam Nikaya die van Thailand afkomstig was, en introduceerden de Thudhamma Nikaya in het jaar 1800 in Sri Lanka onder de naam Amarapura Nikaya. De voorloper van de Thudhamma Nikaya, de Arañña Nikaya, bereikte Sri Lanka via de Mon in Thailand en werd de derde nikaya van Sri Lanka.
Toen de Engelsen in de 19e eeuw de macht in het zuiden van Myanmar overnamen, wilden zij zich niet bemoeien met de Sangha. De traditie in Myanmar was in die tijd dat de regering lette op de puurheid van de gemeenschap van monniken. De Engelsen namen de traditionele rol van 'beschermer van de Sangha' niet op en het gevolg hiervan was dat de discipline van de monniken minder werd doordat overtredende monniken ongestraft met hun activiteiten konden doorgaan.
Als reactie op de steeds laksere discipline ontstond er een nieuwe beweging die stelde dat de autoriteit van de koning niet nodig was en dat de monastieke code voor monniken genoeg was. Monniken zouden zich moeten houden aan deze monastieke code en meer moeten mediteren, dan zou de staat van de religie in Myanmar vanzelf weer omhoog gaan. De sangha had volgens de nieuwe beweging (onder leiding van Okpo Sayadaw) geen behoefte aan een wereldse of koninklijke autoriteit om een goede standaard te behouden. Zij wilden deze autoriteit daarom formeel afschaffen.
Besloten werd om een nieuwe boeddhistische raadsvergadering te houden, de vijfde volgens de telling in Myanmar (deze hield geen rekening met de raadsvergaderingen die in de tussentijd in Sri Lanka gehouden zijn). Het resultaat van deze raadsvergadering, die duurde van 1868 tot 1871, was dat de autoriteit van de sangharajas behouden werd. Ook werd de toen bestaande versie van de Tipitaka herzien en fouten gecorrigeerd. De nieuwe herziene Tipitaka werd vervolgens in marmer ingeschreven in de toenmalige hoofdstad Mandalay.
In 1956 werd de zesde boeddhistische raadsvergadering gehouden, wat een erg internationaal karakter had, daar de drie grootste theravadalanden samenkwamen om de verschillen te analyseren die tussen hun Tipitakas bestonden (elk land had een eigen versie). Uiteindelijk kwam men tot een Tipitaka waaruit verschillende kleine inconsistenties verbeterd waren, en die uiteindelijk beter was dan de Tipitakas in Thailand, Myanmar en Sri Lanka. Deze Tipitaka van deze zesde raadsvergadering is echter slechts eenmaal gepubliceerd, in 1957, doordat geen van de landen hun eigen Tiptaka op wilde geven en vervangen met de verbeterde versie.
De afgelopen 50 jaar is het boeddhisme in Myanmar internationaal bekend geworden om zijn praktijk van de vipassanameditatie. Bekende leermeesters waren Mahasi Sayadaw en U Ba Khin. Tegenwoordig zijn U Janaka, U Pandita en Goenka de meest bekende internationale leraren van het vipassana. Ook in Thailand en Sri Lanka wordt de vipassana meditatietechniek beoefend, maar daar is het slechts een van de technieken die algemeen geaccepteerd zijn.

## Cambodja
In Cambodja arriveerde het theravada-boeddhisme waarschijnlijk het eerst vanaf Thailand, waar het theravada vanaf 250 v.Chr. aanwezig was. Vanaf de 3e eeuw na Christus nam de zeehandel tussen India en China toe, waarbij vele boten een tussenstop in Cambodja maakten. Met deze boten kwam Cambodja in contact met het hindoeïsme en het mahayanaboeddhisme, die vervolgens de voornaamste religies van het Khmer rijk (7e tot 14e eeuw) werden.
Tegen het einde van het Khmer-rijk, in de 13e eeuw na Christus, groeide het theravada in Cambodja onder invloed van de versterkte positie van het theravada in Sri Lanka. Sinds de val van het Khmer rijk in de 14e eeuw is het theravada de grootste religie in Cambodja.
Vanaf 1970 nam de invloed van de communistische beweging de 'Rode Khmer' in Cambodja toe, wat in de periode tot 1995 leidde tot actieve vervolging van het boeddhisme. Vele monniken werden vermoord, en kloosters vernield. Miljoenen mensen stierven. Sommige monniken vluchtten het regenwoud in en verborgen zich daar gedurende meer dan 20 jaar, in het geheim ondersteund door dorpelingen die eten gaven. Toen de (burger)oorlog voorbij was gingen deze monniken weer in kloosters in dorp of stad wonen. Cambodja is nog steeds theravada maar de religie is er nog niet compleet hersteld van de oorlog.

## Chittagong (Bangladesh)
In Chittagong (een divisie in het zuidoosten van Bangladesh) is er een significant gedeelte van de bevolking boeddhist. Volgens de census van 1991 waren er op dat moment ongeveer 625.000 boeddhisten in Bangladesh, waar de islam het grootste geloof is. Chittagong was in het verleden onderdeel van het koninkrijk Arakan, wat nu voor een groot gedeelte in Myanmar ligt in de Rakhine-staat, maar wat ook een gedeelte van het huidige Bangladesh besloeg, in de huidige provincie Cittagong. Het Arakankoninkrijk had geen gemakkelijke toegangswegen tot het centrale gebied van Myanmar, en ze had in het verleden daardoor relatief veel contact met de staat Bengal, het huidige Bangladesh.
Het boeddhisme is waarschijnlijk al sinds de tijd van Asoka (250 v.Chr.) aanwezig in Bangladesh, en misschien zelfs al sinds de tijd van de Boeddha (500 v.Chr.).
In de staat Bengal bestond de bevolking voor de komst van de moslims (circa 1200 n. Chr.) uit zowel Hindoes als boeddhisten (mahayana en theravada). De moslims hadden weinig compassie van de boeddhistische monniken, zodat na de komst van de islamitische veroveraars naar de staat Bengal (1200 na Christus) het boeddhisme werd onderdrukt en verdween. De moslims stopten hun veroveringen echter in Bengal en gingen niet door naar Arakan, waar het toen bestaande theravadaboeddhisme niet aangetast werd door de moslims.
Vanaf 1200 na Christus tot de midden van de 19e eeuw waren de sociale en politieke condities niet gunstig voor het boeddhisme in Arakan. Er was relatief veel onrust en de maatschappij in het koninkrijk Arakan had te lijden onder de vele oorlogen. Deze tijd wordt ook wel de Middeleeuwen van het boeddhisme in Bangladesh genoemd, daar er geen geschriften over het boeddhisme van deze periode behouden zijn gebleven.
De Sangha in Bangladesh verviel gedurende deze periode tot een lage standaard waar de monniken zich niet aan de regels (de patimokkha) hielden, trouwden en actief deelnamen aan het sociale leven, net als de hindoe priesters (brahmanen). Er was ook geen kennis van de Pali-canon, de geschriften van het theravada. De boeddhisten in Bangladesh bleven als groep enigszins gescheiden van de hindoes, maar in de praktijk was het boeddhisme dat er bedreven werd erg gemixt met het hindoeïsme.
In 1856, tijdens een bedevaart in India, ontmoette de voorname theravada-monnik Saramitra Mahasthabir (uit het vroegere Arakan gedeelte in Myanmar) een monnik uit Chittagong genaamd Rahda Charan Mahasthabir. Zo kwam hij te weten dat het boeddhisme in Bangladesh in een zeer slechte toestand verkeerde, en hij besloot een reformatiebeweging te starten om het boeddhisme in Bangladesh te versterken. In 1856 bezocht Saramitra Mahasthabir Chittagong om de situatie met eigen ogen te bekijken, en in 1864 kwam hij terug, samen met andere hooggekwalificeerde monniken uit Myanmar.
Tijdens zijn tweede bezoek traden vele monniken opnieuw toe tot de Sangha omdat hun vorige (originele) toetreding waarschijnlijk niet correct was. Zo ontstond de Sangharaj Nikaya, zo genoemd omdat het gebaseerd was op de Thudhamma Nikaya in Myanmar, dat de functie van 'sangharaja' in Myanmar ingevoerd had. Veel van de oude, niet-boeddhistische praktijken en gewoontes werden gestopt, en de traditionele theravadapraktijken werden ingesteld. Saramitra Mahasthabir zelf werd de eerste sangharaja van Chittagong, en ging na een verblijf van twee jaar in Chittagong terug naar Myanmar.
De opvolger van Saramitra Mahasthabir, genaamd Punnachar Dharmadari, voerde verdere hervormingen door. Hij realiseerde zich dat zonder verdere scholing in het boeddhisme het nieuw gevonden religieuze enthousiasme niet lang zou voortduren. Hij richtte daarom vele boeddhistische scholen in Chittagong op. Ook werden vele monniken voor studie naar de andere theravada-landen in Azië gestuurd, en werden de religieuze connecties met deze landen weer opgepakt.
Er waren echter monniken die het niet met Saramitra Mahasthabir eens waren en weigerden opnieuw als monnik te moeten intreden. Hun argument was dat zij de volgers van het originele boeddhisme waren en dat ze niet toe wilden geven aan buitenlandse invloeden. Zij vormden vervolgens een eigen sekte, met de enigszins verwarrende naam Mahasthabir Nikaya. De Mahasthabir Nikaya voerde vervolgens vergelijkbare hervormingen als de sangharaj Nikaya deed, zodat ze moeilijk van elkaar te onderscheiden zijn. De sangharaj Nikaya is groter dan de Mahasthabir Nikaya, en van de initiële spanning tussen deze twee nikayas is nu geen sprake meer: ze leven in vrede naast elkaar.